# Major général de la Marine
Il Major général de la Marine è la seconda alta carica della Marine nationale francese dopo il Capo di stato maggiore della Marina del quale è il maggior collaboratore.

## Ruolo
La carica è retta da un viceammiraglio di squadra il cui compito è quello di assistere il Capo di stato maggiore della Marina nelle sue funzioni e nelle relazioni con il Capo di stato maggiore delle Forze armate francesi ed è il sostituto designato del Capo di Stato Maggiore della Marina in caso di sua assenza o incapacità. Egli “propone e attua la politica generale della Marina”.
Il Major général de la Marine ha autorità sull'intero Stato Maggiore della Marina, nonché sulla Direzione del Personale Militare della Marina (DPMM) e sullo Stato Maggiore delle Operazioni Navali (EMO-Marine) e propone ed attua la politica generale della Marina.
Lo Stato Maggiore della Marina è composto da1:
- Ufficio “esecuzione e sintesi”, diretto da un ufficiale generale;
- Sottocapo di stato maggiore “supporto e finanza”, guidato da un ufficiale generale;
- Sottocapo di stato maggiore “piani e programmi”, guidato da un ufficiale generale;
- Sottocapo di stato maggiore “operazioni dell'aviazione navale”, guidato da un ufficiale generale;
- Le tre autorità di coordinamento “relazioni internazionali”, “affari nucleari, prevenzione e tutela dell'ambiente” e “funzione guardia costiera”.

## Lista dei majors généraux de la Marine
- viceammiraglio Frix Michelier: 29 settembre 1939
- viceammiraglio Robert Jaujard: aprile 1946 ufficiale di bandiera dell'Unione occidentale
- viceammiraglio François Jourdain: 1950
- viceammiraglio Matthieu Pothuau: 1953
- viceammiraglio Émile Rosset: 1955
- viceammiraglio Paul Monaque: 1º settembre 1958
- viceammiraglio André Patou: 1º luglio 1960 Comandante squadra Escorteur d'escadre
- viceammiraglio Robert Meynier: settembre 1963
- viceammiraglio di squadra Yves de Bazelaire: 1966-1968[1]
- viceammiraglio di squadra André Storelli: 1º novembre 1968 ammiraglio Capo di stato maggiore della Marine nationale dal 1º maggio 1970 al 1º febbraio 1972
- viceammiraglio di squadra Marc de Joybert: 1970-1972 ammiraglio Capo di stato maggiore della Marine nationale dal 1º febbraio 1972 al 14 luglio 1974
- viceammiraglio di squadra Antoine Sanguinetti : 1º febbraio 1972 messo a disposizione del Capo di stato maggiore della Marine nationale[2]
- viceammiraglio di squadra André Wolff: dicembre 1974
- viceammiraglio di squadra Jean-Jacques Schweitzer: 1976
- viceammiraglio di squadra Philippe Ausseur: 1979-1982
- viceammiraglio di squadra René Beaussant: settembre 1982 ispettore generale della Marine nationale
- viceammiraglio di squadra Alain Denis: agosto 1986 ispettore generale della Marine nationale
- viceammiraglio di squadra Yves Goupil: aprile 1988
- viceammiraglio di squadra Jean-Noël Turcat: 13 aprile 1991 ispettore generale della Marine nationale
- viceammiraglio di squadra Bernard Moysan: 30 aprile 1994 ispettore generale della Marine nationale
- viceammiraglio di squadra Philippe Mallard: 1º gennaio 1998
- viceammiraglio di squadra Jean-Louis Battet: 15 settembre 1999-1º luglio 2001 ammiraglio Capo di stato maggiore della Marine nationale dal 1º luglio 2001 al 15 giugno 2005
- viceammiraglio di squadra Alain Oudot de Dainville: 1º luglio 2001-15 giugno 2005 ammiraglio Capo di stato maggiore della Marine nationale dal 15 giugno 2005 al 4 febbraio 2008
- viceammiraglio Pierre-François Forissier: 15 giugno 2005-4 febbraio 2008 ammiraglio Capo di stato maggiore della Marine nationale dal 4 febbraio 2008 al 12 settembre 2011
- viceammiraglio Jacques Launay: 4 febbraio 2008-1º settembre 2009
- viceammiraglio di squadra Benoît Chomel de Jarnieu: 1º settembre 2009- 31 agosto 2011
- viceammiraglio di squadra Stéphane Verwaerde: 1º settembre 2011-15 luglio 2014 ispettore generale della Marine nationale
- viceammiraglio di squadra Arnaud de Tarlé: 15 luglio 2014-1º settembre 2016
- viceammiraglio di squadra Denis Béraud: 1º settembre 2016-24 dicembre 2018 ispettore generale della Marine nationale
- viceammiraglio di squadra Stanislas Gourlez de La Motte: 24 dicembre 2018-1º agosto 2022 ispettore generale della Marine nationale
- viceammiraglio di squadra François Moreau: 1º agosto 2022-in carica